# Los igualitarios
Los igualitarios es una película basado en parte de la Historia de Santa Cruz de la Sierra, y los sucesos de 1876.

## Sinopsis
La película basa su guion en la vida del caudillo Andrés Ibáñez, líder del levantamiento popular en Santa Cruz (1876) en contra del régimen latifundista, feudal y esclavista, conocido como 'Movimiento Igualitario'.
El personaje central es Rosendo Pedraza, campesino fugitivo de una hacienda de Santa Cruz, que decide unirse a las tropas irregulares.

## Reparto
| Actor/Actriz          |
| --------------------- |
| Juan Carlos Zambrana  |
| Ronald Chavarria      |
| Elías Serrano         |
| Efraín Capobianco     |
| Humberto Vaca Pereyra |
| Gonzalo de Córdova    |
| Jorge Gil             |
| Roberto Crespo        |
| Carlos Jordán         |
| Elizabeth Ferreira    |
| Franz Viscarra        |
| Sonia Montero         |
| Carola Castedo        |
| José Castro           |
| Jaime Sebastin        |
| Jorge Jiménez         |
| R. Abraham Telchi     |

- Datos: Q5853087